# کارل البرت
کارل البرت (انگلیسی: Carl Albert؛ ۱۰ مهٔ ۱۹۰۸ – ۴ فوریهٔ ۲۰۰۰) یک سیاست‌مدار اهل ایالات متحده آمریکا بود.